# Sabinares de Ciria-Borobia
Sabinares de Ciria-Borobia este o arie protejată (arie specială de conservare — SAC, sit de importanță comunitară — SCI) din Spania întinsă pe o suprafață de 2.788,26 ha, integral pe uscat.

## Localizare
Centrul sitului Sabinares de Ciria-Borobia este situat la coordonatele 41°37′51″N 1°56′57″W / 41.6309°N 1.9492°V.

## Înființare
Situl Sabinares de Ciria-Borobia a fost declarat sit de importanță comunitară în august 2000 pentru a proteja 5 specii de animale. Situl a fost protejat și ca arie specială de conservare în septembrie 2015.

## Biodiversitate
Situată în ecoregiunea mediteraneană, aria protejată conține 15 habitate naturale: Lande oro-mediteraneene cu formațiuni endemice de grozamă, Galerii de Salix alba și de Populus alba, Lacuri eutrofice naturale cu vegetație de tip Magnopotamion sau Hydrocharition, Iazuri temporare mediteraneene, Grohotișuri termofile și vest-mediteraneene, Râuri mediteraneene cu debit permanent și vegetație de Glaucium flavum, Pseudostepă cu ierburi și specii anuale de Thero-Brachypodietea, Pajiști umede mediteraneene cu ierburi înalte de Molinio-Holoschoenion, Matorral arborescenți cu Juniperus spp., Pante stâncoase calcaroase cu vegetație casmofită, Peșteri inaccesibile publicului, Păduri iberice de Quercus faginea și Quercus canariensis, Pajiști carstice calcaroase sau bazofile, de Alysso-Sedion albi, Păduri endemice cu Juniperus spp., Păduri de Quercus ilex și Quercus rotundifolia.
La baza desemnării sitului se află mai multe specii protejate:
- mamifere (4): liliac cu aripi lungi (Miniopterus schreibersii), liliac comun (Myotis myotis), liliacul mare cu potcoavă (Rhinolophus ferrumequinum), liliacul mic cu potcoavă (Rhinolophus hipposideros)
- pești (1): Parachondrostoma miegii

Pe lângă speciile protejate, pe teritoriul sitului au mai fost identificate 9 specii de plante, 6 specii de amfibieni, 9 specii de mamifere, 1 specie de nevertebrate, 1 specie de pești.